# Душан Анђелковић
Душан Анђелковић (Краљево, 15. јун 1982) je бивши српски фудбалер. Играо је у одбрани.

## Каријера
Каријеру је почео у родном Краљеву у екипи Слоге, одакле се сели у лучанску Младост, а затим у новобеоградски Раднички. Већу пажњу на себе скреће преласком у екипу Вождовца где је добрим играма заслужио позив Црвене звезде.
У београдску Црвену звезду долази у јануару 2006. године, али тек следеће сезоне добија значајнију улогу пошто је до тада био резерва свом куму, Александру Луковићу који је отишао у Удинезе. На почетку сезоне 2006/07. био је готово отписан, али недостатак решења на том месту у тиму натерао је тадашњег тренера Душана Бајевића да му пружи шансу. Тада постаје један је од најстандарднијих првотимаца и практично једини играч без праве конкуренције за место у тиму. У сезони 2006/07. био је један од водећих асистената екипе. Са црвено-белима је освојио две дупле круне.
У лето 2008. у пакету са Ђорђе Туторићем и Ненадом Јестровићем постаје фудбалер турског Коџаелија, али је већ у новембру 2008. спаковао кофере и вратио се у Београд, јер је клуб престао да их исплаћује и када се навршило три месеца без уплате, према уговору, имали су право да оду, што су и учинили. Након раскида уговора са турским Коџаелијем, две године провео је у руском премијерлигашу Ростову, да би након тога каријеру наставио у руском Краснодару, екипи коју је тада тренирао Славољуб Муслин.
У децембру 2014. године се заједно са кумом Александром Луковићем вратио у Црвену звезду. Освојио је још две титуле са Звездом да би након завршетка сезоне 2017/18. објавио крај играчке каријере.

## Репрезентација
За репрезентацију Србије је одиграо једну утакмицу. Дебитовао је 24. децембра 2007. на квалификационој утакмици за Европско првенство 2008. против репрезентације Казахстана.

## Трофеји

### Црвена звезда
- Првенство Србије (4): 2005/06, 2006/07, 2015/16, 2017/18.
- Куп Србије (2): 2005/06, 2006/07.